# Denmark cavalcade
Denmark cavalcade er en dansk dokumentarfilm fra 1970 instrueret af Douglas Warth og efter manuskript af David Williams. Filmen er et sammenklip af de tre mindre film Denmark shopping, Denmark Motoring og Denmark holidays.

## Handling
Denne artikel mangler et handlingsreferat. Hjælp os med at skrive det.